# Kiwi (operációs rendszer)
A Kiwi egy román és magyar felhasználóknak szánt operációs rendszer, mely a méltán népszerű Ubuntu rendszerre épül, és akár telepítés nélkül is futtatható. Minden esetben 32 bites, hosszú távon támogatott (LTS) Ubuntura épít, ezért van akkora eltérés időben a verziói között. Egyaránt használható román és magyar nyelven, emellett tartalmazza az alapvető szoftvereket, melyek az internetböngészéshez, médialejátszáshoz és dokumentumok szerkesztéséhez szükségesek. Irodai szoftverei kompatibilisek a Microsoft Office dokumentumokkal is. Mivel célzottan a magyar és román felhasználóknak tervezték, kompatibilis a helyi internetszolgáltatók hálózatával.

## Története
Első változata 2007 februárjában jelent meg. Azóta, bár nem ért el nagy népszerűséget, már számos előadás és blog említést tett róla. 2008 márciusa óta már a német nyelvet is támogatja.
Az utolsó kiadás a 2012-es, vagyis a Kiwi Linux 12.08 (LTS) verzió. Eme verzió az Ubuntu 12.04.1 LTS verziójára épül. Az Ubuntu Linux-al ellentétben egy CD-n megtalálható jó néhány audió és videó kodek, köztük az internethez használatos Flash Plugin is amit Live módban azonnal lehet használni. Az alap programcsomagokban ott van az Oracle féle Open Office, a Firefox helyett a gyorsabb Chromium, a Totem és a VLC, Rhytmbox média lejátszók, Pidgin üzenetküldő, Indítólemez készítő, NTFS beállító eszköz, Gnome Color Chooser, és a teljes Román, Magyar, és Német Nyelvi támogatás.
Lényegében eme telepítő már egy nagyon jól összeállított rendszer egyetlen CD lemezen.